# لپانتس ماچگافنسیس
لپانتس ماچگافنسیس (نام علمی: Lepanthes machogaffensis) نام یک گونه از تیره ثعلبیان است.